# Pieńkówko
Pieńkówko (deutsch Neu Pennekow, auch: Klein Pennekow) ist ein Dorf in der polnischen Woiwodschaft Westpommern. Es liegt im Powiat Sławieński (Schlawe) und gehört zur Landgemeinde (gmina wiejska) Postomino (Pustamin).

## Geografische Lage
Pieńkówko liegt 2,5 Kilometer südlich von Pieńkowo (Pennekow) an einer Nebenstraßenverbindung von Sławno (Schlawe) über Staniewice (Stemnitz) zur Woiwodschaftsstraße 203. Bis 1945 lag der Ort unmittelbar westlich der Reichsbahnstrecke Nr. 111p von Schlawe nach Stolpmünde (heute polnisch: Ustka), wobei die nächste Bahnstation allerdings entweder Pustamin (Postomino) oder Stemnitz (Staniewice) waren.

## Geschichte
Neu Pennekow, früher auch Klein Pennekow genannt, war als Kolonie wahrscheinlich im 18. Jahrhundert angelegt worden. Bis 1945 war es ein Ortsteil der Gemeinde Pennekow im Landkreis Schlawe i. Pom. und gehörte zum Regierungsbezirk Köslin der preußischen Provinz Pommern.
Nachdem am 8. März 1945 sowjetische Truppen den Ort besetzt hatten, wurde der Ort wie ganz Hinterpommern polnischer Verwaltung unterstellt. Es begann die Zuwanderung von Polen, die größtenteils aus Gebieten östlich der Curzon-Linie stammten. Im Dezember des gleichen Jahres erfolgte die Vertreibung aller deutschen Einwohner. Unter der polnischen Verwaltung  erhielt Neu Pennekow den Namen Pieńkówko. Heute ist das Dorf ein Ortsteil der Gmina Postomino im Powiat Sławieński in der Woiwodschaft Westpommern. Gemeindevorsteherin ist zurzeit Barbara Jochemek.

## Kirche
Die Einwohner von Neu Pennekow gehörten bis 1945 größtenteils zur evangelischen Kirche. Der Ort war Teil der Kirchengemeinde Pennekow im Kirchspiel Pustamin und gehörte zum Kirchenkreis Rügenwalde (Darłowo) der Kirchenprovinz Pommern in der evangelischen Kirche der Altpreußischen Union.
Das Kirchenpatronat oblag zuletzt der Besitzerin von Gut Seehof in Pennekow, Sibylle Schach von Wittenau geborene von Below. Letzter deutscher Geistlicher war Pfarrer Samuel Jobst.
Heute werden die in Pieńkówko wohnenden evangelischen Gemeindeglieder vom Pfarramt in Słupsk (Stolp) in der Diözese Pommern-Großpolen der Evangelisch-Augsburgischen Kirche in Polen betreut.